# 黃平魟
黃平魟，又稱褐黃扁魟，俗名金魴仔，是軟骨魚綱燕魟目扁魟科的一種。

## 分布
本魚分布於西北太平洋區，包括台灣、琉球群島、朝鮮半島、中國沿海、日本等海域。

## 深度
水深5至100公尺。

## 特徵
本魚具尾鰭，但無背鰭。尾部較體盤前徑為短，尾鰭闊為長之1/4以上。胸帶附近無棘突，尾短，體盤前後徑為尾長1又1/3至1又1/2倍，上下頷齒28至30列，每齒有一個三角形尖頭；肩部無瘤狀突起。背面為一致的褐色，腹面白色。體長可達40公分。

## 生態
本魚為小型底棲性魟類，肉食性，以蠕蟲、甲殼類為食。卵胎生。尾鰭具一毒棘，易傷人。

## 經濟利用
不具食用性，多做為下雜魚。